# شنقيط

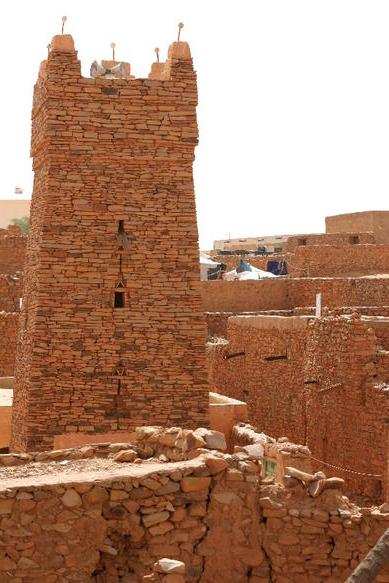
منارة مسجد شنقيط

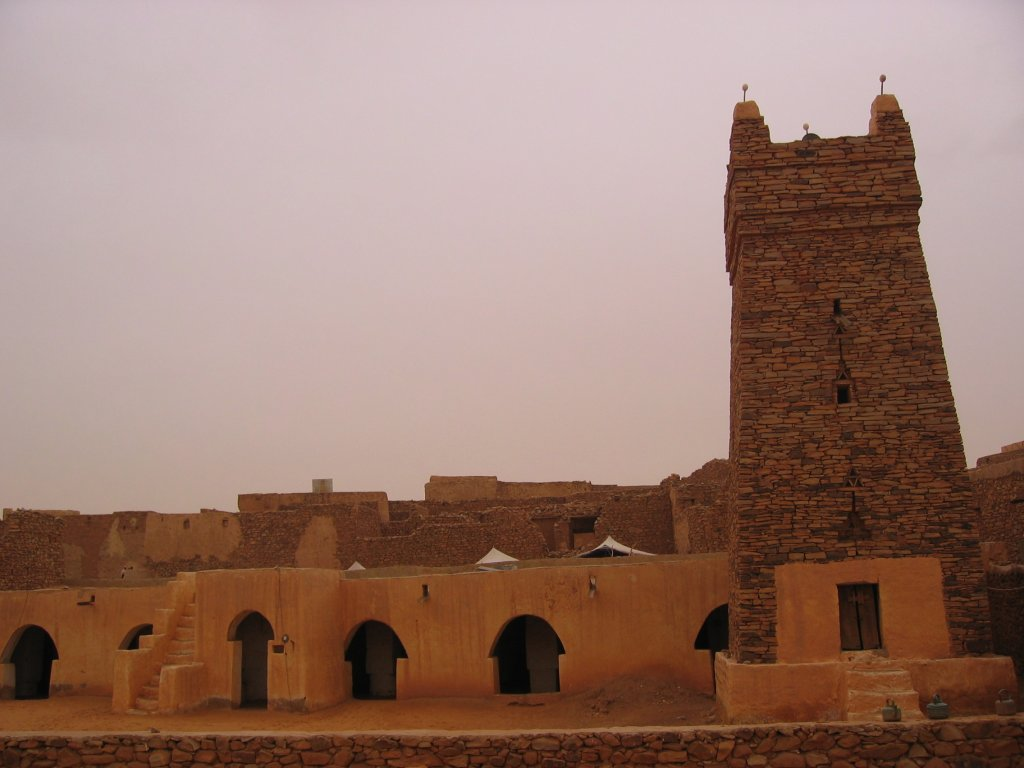
"المسجد الكبير" في شنقيط

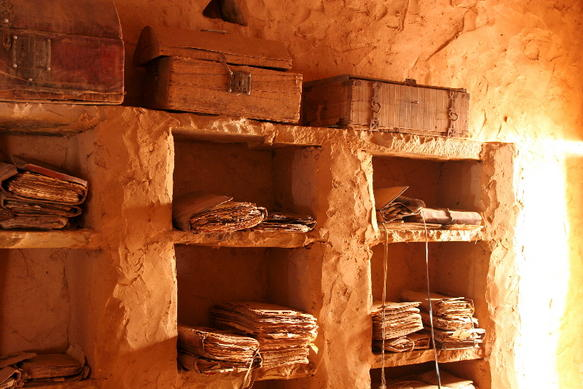
مكتبة في شنقيط

شِنْقِيط مدينة في موريتانيا تقع إلى الشرق من ولاية أدرار (موريتانيا). تأسست في القرن 2 هـ، وهي مدينة تاريخية عاشت قرونًا مزدهرة قبل أن تسقط وتُدفن لتنهض بدلًا عنها مدينة «شِنْقِيط» الحالية، التي تأسست عام 1262م. وقد كانت قديمًا منطلق قوافل الحجاج المتجهة إلى مكة مرورًا بمصر والسودان، ويُعد هذا أحد الأسباب التي عمّقت العلاقات الثقافية مع البلدان العربية والإسلامية.

## التاريخ
كانت شنقيط مركز إشعاع علمي وثقافي، ارتبط اسمها بجملة من المعاني حيث شهدت منذ القرن 10 هـ نهضة ثقافية شاملة إلا أن أهلها لم يهتموا بتدوين حركتهم العلمية وتوثيق أحداثها والتأريخ لها.
بنيت شنقيط القديمة سنة 160 هـ/ 776 م وعاشت قرونا ثم اندثرت لتنهض على أنقاضها مدينة شنقيط الحالية بما تحويه من كنوز التراث الثقافي المنسي فلا زالت مدينة حية تقاوم الظروف الصعبة والعزلة القاتلة.
ترجح بعض المصادر أن اسم شنقيط يرجع إلى نوع من الأواني الخزفية يسمى «الشقيط» كانت تشتهر به وان مؤسسها حبيب بن عبيدة الذي حفر بئرا في هذا المكان أثناء حملته بالصحراء سنة 116 هـ/ 723 م.
وهناك رواية أخرى تقول بأن كلمة «شنقيط» ذات أصل «أمازيغي» ومعناها باللغة الأمازيغية«عيون الخيل».
كانت شنقيط مدينة واحات ومحطة هامة من محطات تجارة الصحراء وكان الحجاج يتجمعون فيها ثم ينطلقون في قافلة واحدة لأداء فريضة الحج فسمي سكان هذا القطر «الشناقطة» نسبة إلى مدينة شنقيط التي تعزز دورها التجاري والديني في أوائل القرن 11هـ حتى أصبحت العاصمة الثقافية لتلك البلاد.
المجتمع الشنقيطي.
لقد سبق العرب إلى أفريقيا وبلاد المغرب وحكموها أكثر مما حكمها أهلها الأقدمون، وأكثر مكان حكمه العرب كان بلاد شنقيط ودام الصراع الثقافي فترة طويلة. ورغم ذلك فلم يحدث انصهار عرقي ثقافي مثل الذي حدث في المجتمع الشنقيطي، وتحدث جميع الشناقطة اللهجة الحسانية العربية التي جاءت بها قبيلة بني حسان قبل ستة قرون فانتشرت واكتسحت اللغات القديمة ثم تولت القبائل الصنهاجية التي انسلخت عن لغتها القديمة تعميم العامية العربية الحسانية ونشرها وتطويرها ولعلها بذلك بذلت من الجهد وأنجزت ما لم ينجزه بنو حسان أنفسهم.
لقد اعتنق أهل الصحراء الإسلام وتحدثوا اللغة العربية أصيلهم ودخيلهم. واحتلوا مواقع السلم الاجتماعي على أساس تمثلهم لروح الإسلام وتجسيدهم لروح البطولة العربية ما قبل الإسلام دون أن يكون للسلالة دور كبير في بلورة البيئة الاجتماعية السكانية.

### المجتمع الشنقيطي القديم
ينقسم المجتمع الشنقيطي القديم إلى ثلاث فئات:
- الزّوايا: وهم أصحاب العلم وعليهم تقع مسؤولية تعليم الناس وحل مشاكلهم الدينية اليومية وإصدار الفتاوى الشرعية كتقسيم التركة (الإرث) الي آخره.
- بنو حسان: المعروفون محليا باسم العرب وهم حملة السلاح «أصحاب الشوكة».
- الفئة الثالثة: تمثل قاعدة الهرم الاجتماعي وتضم المجموعات التي لا تفهم بالسيف أو القلم.

لقد كان الرباط الذي أسسه الفقيه عبد الله بن ياسين منطلقا لدولة المرابطين التي نشرت الإسلام ودرست قواعده النفسية فتعلق به أهل الصحراء صادقين إلا أن اختفاء المرابطين ترك فراغا سياسيا ودينيا. حاول بنو حسان والزّوايا أن يسدوه كل من جانبه فشكلوا قيادة ثنائية للمجتمع الشنقيطي. مارس الزّوايا القيادة الروحية والعلمية وإدارة الشؤون الاقتصادية فيما مارس بنو حسان القيادة العسكرية وكرس المجتمع هذه القيادة المزدوجة بتمجيد شأن العلم والسلاح معا واعتبروهما، رمز المجد والكرامة. التعليم ونظام المحضرة
قامت الحركة العلمية العربية في ظل الإسلام على التلقي من أفواه الرجال مستندة على أساس صلب من الأخلاقيات التي تربى الناس عليها منذ أيام الوحي كطلب العلم من أهله والإخلاص في الصدق والرواية التي أصبحت أساس الحركة العلمية العربية خاصة أن وسائل التدوين كانت قليلة ونادرة، فكان الطالب يتلقى العلم من شيخه، وبلغ اهتمام المجتمع بهذه الوظيفة أن البدو الرحل كانوا يصطحبون معهم شيخهم ليتولى شؤونهم الدينية والثقافية وكانوا بالمقابل ينفقون عليه وعلى أسرته بما يكفل له حياة مستقرة.
كان الطلبة في المجتمع الشنقيطي يأتون إلى شيوخ العلم يحضرون دروسهم أو محاضراتهم ويعتقد البعض أنه من حضور الطلاب للدرس جاءت كلمة «محضرة» ويعرفها الأستاذ الخليل ولد النحوي بأنها جامعة شعبية بدوية مستقلة تلقينية مزدية التعليم وطوعية الممارسة.
فهي من مؤسسات التربية العربية الإسلامية الأصيلة تحمل بعض سمات وخصائص النظام التربوي الذي نشأ وازدهر في أحضان مدن الثغور وحواضر الخلاقة، لكنها تتميز بسمات خاصة حيث يصبح (شيخ المحظرة) بمثابة رئيس جامعة أو عميد كلية له أساتذة ومعاونون يعملون تحت إمرته دون أن ينقص ذلك من علمه.

## أعلام من شنقيط
- محمد الأمين الشنقيطي.
- محمد المختار بن محمد الأمين الشنقيطي.
- محمد بن محمد المختار الشنقيطي.
- محمد المختار بن محمد سيد الأمين الشنقيطي.
- محمد بن حبيب الله الشنقيطي.
- محمود بن محمد الشنقيطي.
- محمد الحسن ولد الددو الشنقيطي.